# IEEE lebegőpontos számformátum
Az IEEE lebegőpontos számformátum az informatikában használatos számrendszer.

## IEEE 754/1985 lebegőpontos számformátum
A lebegőpontos szám általános alakja {\displaystyle (-1)^{s}*m*R^{e}} ahol az s az előjel; m a mantissza, amely önmagában egy tetszőleges fix pontos írásmódú szám; R a számrendszer alapszáma (radixa) és e a karakterisztika, a hatványkitevő, amely önmagában egy tetszőleges fix pontos írásmódú szám.
Az IEEE (ejtsd: I triple E) 754/1985 szabvány szerinti szám nem tartalmazza az adott számrendszer alapját (radix, r), mivel csak kettes számrendszerben értelmezett. Minden szám tartalmaz egy előjelbitet (s); karakterisztikát (k), melyből az adott számformátum karakterisztikai alapját kivonva (b) megkapjuk a valós kitevőt (e = k – b); és mantisszát (F) egyes normalizált alakban.
Az egyes normalizált azt jelenti, hogy a számokat olyan hatványkitevős, (tehát lebegőpontos) alakra hozzuk, amelyben a szám egészrészén csak az egyeseknek megfelelő helyi értéken található értékes számjegy.
Az IEEE 754/1985 szabvány szerint a lebegőpontos szám mantisszájának egyes normalizált alakja: m = 1.F, ahol a szám egész részén lévő egyes magától értetődő (implicit), ezért azzal, hogy nem tároljuk, a szám tört részét tudjuk eggyel több biten ábrázolni.
Az IEEE 754/1985 szabvány szerint 4 féle lebegőpontos számformátum létezik, melyek csak az adott elem bitszámában térnek el egymástól. Az 1985-86-os évben került elfogadásra az IEEE 754-es (854) számú lebegőpontos számábrázolási szabvány, melyet a legfontosabb processzorgyártók is elfogadtak.
Ezek szerint ennél:
- a mantissza előjele 0, ha a szám pozitív és 1, ha negatív;
- a mantisszában levő fixpontos szám 1-re normalizáltan értendő, azaz 1. a formájú;

### Pontosság
A szabvány a lebegőpontos műveletvégrehajtáshoz többfajta pontosságot definiál:
|               | pontosság, | előjel, | mantissza, | karakterisztika, |       |
| ------------- | ---------- | ------- | ---------- | ---------------- | ----- |
| egyszeres     | 32         | 1       | 23         | 8                | (bit) |
| dupla         | 64         | 1       | 52         | 11               | (bit) |
| kiterjesztett | 80         | 1       | 64         | 15               | (bit) |
| négyszeres    | 128        | 1       | 112        | 15               | (bit) |

A táblázatban a számok a megfelelő mezőkben levő bitek számát mutatják.
A lebegőpontos szám általános alakja: N = s ∙ m ∙ Re, ahol az s az előjel; m a mantissza, amely önmagában egy tetszőleges fix pontos írásmódú szám;
R a számrendszer alapszáma (radixa) és e a karakterisztika, a hatványkitevő, amely önmagában egy tetszőleges fix pontos írásmódú szám.
Bonyolultabb, igen sok lépésből álló számítások során előfordulhat, hogy a műveletek eredménye a legkisebb illetve legnagyobb mantisszájú és karakterisztikájú (a számítógépen még ábrázolható) számnál kisebb, illetve nagyobb. Ezt alulcsordulásnak illetve túlcsordulásnak nevezzük. Többek között az ilyen esetek kezelhetősége érdekében vezeti be a szabvány:
- a denormalizált számot,
- a ± 0-t,
- a ± végtelen számot és a
- „nem számot” (lásd az ábrát).

```
 	                Előjel	Karakterisztika	Mantissza
denormalizált szám	±	0	tetszőleges szám ≠ 0
nulla	                ±	0	0
végtelen	        ±	11…11	0
„nem szám”	        ±	11…11	tetszőleges szám ≠ 0
```

Ezek közül a denormalizált szám az igen kis számértékek számítógépes kezelését segíti (alulcsordulás esetén nem kell a művelet-végrehajtást hibajelzéssel megszakítani). A túlcsordulásokat (igen nagy számok) a „végtelen” számmal kezelhetjük. Az ezekkel végzett műveleteket a szabványnak megfelelő lebegőpontos aritmetikai egység a matematikában szokásos módon fogja értelmezni. Az úgynevezett „nem számok” azt a célt szolgálják, hogy programunk akkor se álljon le, ha az elvégzett művelet (például végtelen/végtelen) matematikailag értelmezhetetlen.

## Short real (32 bit)
A mantissza explicit bites egyes normalizált: m = 1.F
Bitértékek: s = 1 bit, k = 8 bit, F = 23 bit, b értéke: 127
A biteket az alábbi ábra szemlélteti:
Az exponensek 00H és FFH értéke speciális értelmezést kapott. Ha a szignifikandus 0, akkor a 00H érték mellett a szám a pozitív és negatív nullát, a FFH értékkel a szám a pozitív és negatív végtelent reprezentálja. Ha a szignifikandus értéke nem nulla, akkor 00H exponenssel a szám a denormált értékeket jelenti, FFH exponenssel pedig a NaN, „nem szám” értéket.
Legkisebb pozitív (denormált) érték: 2−149 ≈ 1,4 × 10−45.
A legkisebb pozitív normált érték: 2−126 ≈ 1,18 × 10−38.
A legnagyobb ábrázolható érték: (2−2−23) × 2127 ≈ 3,4 × 1038.

## Long real (64 bit)
A mantissza explicit bites egyes normalizált: m = 1.F
Bitértékek: s = 1 bit, k = 11 bit, F = 52 bit, b értéke: 1023
A biteket az alábbi ábra szemlélteti:

### Példák
```
3ff0 0000 0000 0000
16
   = 1
3ff0 0000 0000 0001
16
   ≈ 1,0000000000000002, a legkisebb 1-nél nagyobb szám
3ff0 0000 0000 0002
16
   ≈ 1,0000000000000004
4000 0000 0000 0000
16
   = 2
c000 0000 0000 0000
16
   = –2
```

```
0000 0000 0000 0001
16
   = 2
−1022−52
 = 2
−1074

                        ≈ 4,9406564584124654 × 10
−324
 (minimum szubnormál pozitív duplapontos érték)
000f ffff ffff ffff
16
   = 2
−1022
 − 2
−1022−52
 
                        ≈ 2,2250738585072009 × 10
−308
 (maximum szubnormál duplapontos érték)
0010 0000 0000 0000
16
   = 2
−1022
 
                        ≈ 2,2250738585072014 × 10
−308
 (minimum normal pozitív duplapontos érték)
7fef ffff ffff ffff
16
   = (1 + (1 − 2
−52
)) × 2
1023
 
                        ≈ 1,7976931348623157 × 10
308
 (maximum duplapontos érték)
```

```
0000 0000 0000 0000
16
   = 0
8000 0000 0000 0000
16
   = –0
```

```
7ff0 0000 0000 0000
16
   = ∞
fff0 0000 0000 0000
16
   = −∞
```

## Temporary real (80 bit)
A mantissza explicit bites egyes normalizált: m = 1.F
Bitértékek: s = 1 bit, k =15 bit, F = 64 bit, b értéke: 16383
Az ábrázolandó számtartomány, a szubnormált számokat is beleértve, körülbelül 3,65×10−4951 és 1,18×104932 közötti számokat foglalja magában. Ez a formátum körülbelül tizennyolc decimális számjegy pontosságot ad.

## Quad real (128 bit)
A mantissza explicit bites egyes normalizált: m = 1.F
Bitértékek: s = 1 bit, k =15 bit, F = 112 bit, b értéke: 16383